# Фазекаш, Роберт
Роберт Фазекаш (венг. Fazekas Róbert; род. 18 августа 1975, Сомбатхей) — венгерский легкоатлет, специалист по метанию диска. Выступал за сборную Венгрии по лёгкой атлетике в 1994—2012 годах, чемпион Европы, обладатель серебряной медали чемпионата мира, многократный победитель и призёр первенств национального значения, участник трёх летних Олимпийских игр. Одержал победу на Олимпийских играх 2004 года в Афинах, но был лишён золотой медали в связи с нарушением антидопинговых правил.

## Биография
Роберт Фазекаш родился 18 августа 1975 года в городе Сомбатхей, Венгрия.
Впервые заявил о себе в лёгкой атлетике на международном уровне в сезоне 1994 года, когда вошёл в состав венгерской национальной сборной и выступил на юниорском мировом первенстве в Лиссабоне, где в зачёте метания диска стал шестым.
В 1997 году в той же дисциплине занял шестое место на молодёжном европейском первенстве в Турку.
На домашнем чемпионате Европы 1998 года в Будапеште показал в финале четвёртый результат.
В 1999 году занял 11-е место на чемпионате мира в Севилье.
В 2000 году был вторым на Кубке Европы в Гейтсхеде. Благодаря череде удачных выступлений удостоился права защищать честь страны на летних Олимпийских играх в Сиднее — на предварительном квалификационном этапе метания диска показал результат 61,76 метра, чего оказалось недостаточно для выхода в финал.
На чемпионате мира 2001 года в Эдмонтоне так же в финал не вышел.
В 2002 году одержал победу на чемпионате Европы в Мюнхене и на Кубке мира в Мадриде. Кроме того, в этом сезоне на соревнованиях в Сомбатхее установил свой личный рекорд в метании диска — 71,70 метра, с которым ныне располагается на седьмой позиции в списке сильнейших дискоболов в истории.
В 2003 году выиграл серебряные медали на чемпионате мира в Париже и на Всемирном легкоатлетическом финале в Монте-Карло.
Находясь в числе лидеров венгерской легкоатлетической команды, участвовал в Олимпийских играх 2004 года в Афинах — с результатом 70,93 метра превзошёл всех соперников в финале и должен был стать олимпийским чемпионом, однако в конечном счёте лишился золотой медали в связи с нарушением антидопинговых правил. По окончании финала метания диска Фазекаш смог сдать только 25 мл мочи на тест (на 50 мл меньше минимально допустимого объёма), отметив, что находится в неустойчивом психологическом состоянии и чувствует себя нехорошо. Наблюдатели Международного олимпийского комитета (МОК) предупредили его о возможном наказании и предложили проследовать в клинику олимпийской деревни, где он мог бы сдать тест как положено. Спортсмен отказался от этого предложения. Сторона защиты позже утверждала, что Фазекаш является очень набожным человеком, и у него часто возникают проблемы со сдачей мочи, когда это приходится делать под наблюдением. МОК, тем не менее, не счёл эти оправдания убедительными и аннулировал результаты, показанные венгерским дискоболом на Олимпиаде в Афинах.
По окончании двух лет дисквалификации Роберт Фазекаш возобновил спортивную карьеру и в 2008 году принял участие в Олимпийских играх в Пекине — на сей раз в финале метнул диск на 63,43 метра, расположившись в итоговом протоколе на восьмой строке.
В 2010 году выиграл бронзовую медаль на чемпионате Европы в Барселоне.
В 2011 году на чемпионате мира в Тэгу на предварительном квалификационном этапе провалил все три попытки, не показав никакого результата.
Выполнив олимпийский квалификационный норматив (65,00), Фазекаш благополучно прошёл отбор на Олимпийские игры 2012 года в Лондоне. Однако буквально за два дня до начала Игр он вновь стал фигурантом допингового скандала — сданная им проба показала наличие анаболического стероида станозолола. Имя провалившего допинг-тест спортсмена изначально не сообщалось, но стало известно, что один из членов венгерской олимпийской сборной был исключён из команды. Вскрытая проба В так же оказалось положительной, и спустя неделю было официально объявлено о провале допинг-теста. За повторное нарушение анти-допинговых правил Международная ассоциация легкоатлетических федераций (IAAF) отстранила Фазекаша от участия в соревнованиях на 8 лет. Венгерский анти-допинговый комитет в октябре опротестовал это решение, настаивая на том, что их спортсмен не применял какие-либо улучшающие результаты вещества умышленно, а концентрация найденного станозолола настолько незначительная, что ею можно пренебречь — в связи с этим в итоге наказание было пересмотрено и сокращено до 6 лет. Как сообщалось в официальном заключении комитета, Роберт Фазекаш привёл убедительные доказательства того, что запрещённое вещество попало в его организм вместе с пищевой добавкой, которая совершенно легально продаётся в обычном магазине. Использованную спортсменом ёмкость с добавками направили в независимую лабораторию в Австрии, где её содержимое сравнили с такой же ёмкостью, приобретённой случайным образом в магазине — оба экземпляра действительно показали одинаковое содержание станозолола, хотя на этикетке отсутствует информация о наличии в составе каких-либо стероидов.
Фазекаш подал в суд на канадскую компанию, производителя пищевых добавок, но проиграл дело. Спортсмен не оставлял надежды, вынашивал планы вернуться в большой спорт — обращался в гражданский и верховный суды с просьбой о сокращении срока дисквалификации. Тем не менее, ему не удалось добиться разрешения на участие в соревнованиях, он вынужден был пропустить Олимпийские игры 2016 года в Рио-де-Жанейро и завершил карьеру.